# アルマ・アタ宣言
アルマ・アタ宣言とは
1. 1991年12月21日、11のソ連構成共和国元首が採択した宣言(アルマ・アタ宣言 (1991年))。これによりCIS発足やソ連解体が決定された[1]。
2. 1978年にWHOによって採択された宣言。本項で詳述する。

アルマ・アタ宣言（アルマ・アタせんげん、英語: Declaration of Alma-Ata）は、1978年9月6日から12日にかけて現在のカザフスタン共和国アルマティ（当時は、ソビエト連邦アルマ・アタ）で開催された第一回プライマリ・ヘルス・ケアに関する国際会議（WHO、UNICEF主催）で採択された宣言文。 すべての政府、保健・開発従事者、世界の市民社会が、世界中のすべての人々の健康を守り促進するため、至急のアクションをとる必要性を強調した。本宣言はまた、プライマリ・ヘルス・ケア (PHC) の大切さを明確に示した最初の国際宣言でもある。本宣言以降、PHCアプローチは、「すべての人々に健康を」 (Health For All:HFA)イニシアティブの目標達成の鍵として世界保健機関加盟国に受け入れられてきた。
アルマ・アタ宣言全文はこちらを参照のこと。

## 宣言の記載内容
会議では、すべての国々、特に開発途上国において、技術協力の精神、新国際経済秩序との調和のもとで、PHCを発展させ、実践するために国家的、国際的に緊急かつ効果的なアクションをとる必要性が訴えられた。その上で、WHO、UNICEF、その他の国際機関、二国間・多国間の援助機関、非政府組織、財団、すべての保健ワーカー、そしてすべての国際社会が、特に開発途上国の国家的および国際的なPHCへのコミットメントをサポートし、PHCへの技術・財政的支援の増加に道を開くことを要請し、以上のすべての事項について、本宣言の精神と内容に従って協調的にPHCの導入、発展、維持することを呼びかけられた。本宣言は10の項目を持ち、WHO加盟国に対して法的拘束力をもたないものである。

### 健康の定義
アルマ・アタ宣言第一条では、WHOの健康の定義を再確認した。 本宣言における健康の定義では、健康の獲得の範疇において社会・経済セクターを含めることを目指し、健康が基本的人権であることを再確認した。

### 公平性
第二条では、先進国と開発途上国の間の不公平性を強調し、「政治的、社会的、経済的に受け入れられない」とした。

### 社会経済的課題、人権としての健康
第三条では、すべての人々の健康 (Health For All; HFA) の獲得の前提要件としての経済・社会開発を要請すると同時に、国民の健康の促進と保護は、経済・社会開発および世界の平和にとってポジティブな効果があることを宣言した。
また、第四条では、ヘルスケアのプランニング・実行において、グループ、または個人として当事者の人々が参加することは、権利であり、義務であることを明記した。

### 国家の役割
第五条では、充分な健康と社会保障と提供する国家の役割を強調した。また、WHOによるイニシアティブHealth for allへの要請を明確に述べている。

### プライマリ・ヘルス・ケアとその構成要素
第六条では、PHCの定義を、第七条ではその要件について述べており、第八条では、加盟国の国家保健システムにPHCのコンセプトを導入することを要請している。これ以降、PHCは多くの加盟国によって採用されており、より近年では、WHOの事務局長マーガレット・チャン博士が、保健システムの構築において、PHCアプローチが最も効率的で費用対効果の高い方法であることを再強調している。彼女は、PHCによる保健システムがより良い結果を、より少ないコストで、より高い満足度をもって実現できうることを示す圧倒的な国際的なエビデンスがあることを指摘している。

### 国際的なパートナーシップと財政的、技術的支援
第九条、第十条では、すべてのアクターに対してPHCの実現のためのパートナーシップ、特に開発途上国に対するPHCの導入、維持、発展のための財政的、技術的協力を求めている。

## アルマ・アタ宣言（全文）
アルマ・アタ宣言の全文は以下の通りである。

### 第一条
本会議では、健康について以下のように強く再認識する。健康とは身体的・精神的・社会的に完全に良好な状態であり、単に疾病のない状態や病弱でないことではない。健康は基本的人権の一つであり、可能な限り高度な健康水準を達成することは最も重要な世界全体の社会目標である。その実現には保健分野のみならず、他の多くの社会的・経済的セクターからのアクションが必要である。 

### 第二条
人々の健康に関してとりわけ先進国と発展途上国の間に存在する大きな不公平は国内での不公平と同様に政治的、社会的、経済的に容認できないものである。それ故全ての国に共通の関心事である。

### 第三条
「新国際経済秩序」に基づいた経済・社会開発はすべての人々の健康 (Health For All) を可能な限り達成し、先進国と開発途上国間の健康状態の格差を縮小するために基本的な重要事項である。人々の健康を増進させ保護することは、持続した経済的社会的発展に欠くことはできず、またより良い生活の質と世界平和に貢献する。

### 第四条
人々は、個人または集団として自らの保健医療の立案と実施に参加する権利と義務を有する。

### 第五条
政府は国民の健康に責任を負っているが、これは適切な保健及び社会政策の保証があってはじめて実現される。政府、国際機関およびすべての国際社会の今後数十年の主要な社会目標は、西暦2000年までに世界中のすべての人々が社会的・経済的に生産的な生活を送ることができるような健康状態を達成すること (Health For All by the Year 2000) である。 PHCは開発の一環として社会正義の精神に則り、この目標を達成するための鍵である。 

### 第六条
プライマリ・ヘルス・ケア (PHC) とは、実践的で、科学的に有効で、社会に受容されうる手段と技術に基づいた、欠くことのできないヘルスケアのことである。これは、自助と自己決定の精神に則り、地域社会または国家が開発の程度に応じて負担可能な費用の範囲で、地域社会の全ての個人や家族の全面的な参加があって、はじめて広く享受できうるものとなる。PHCは、国家の保健システムの中心的機能と主要な部分を構成するが、保健システムだけでなく、地域社会の全体的な社会経済開発の一部でもある。PHCは、国家保健システムと個人、家族、地域社会とが最初に接するレベルであって、人々が生活し労働する場所になるべく接近して保健サービスを提供する、継続的な保健活動の過程の第一段階を構成する。 

### 第七条
- A 国家と地域社会の経済状態と社会文化的および政治的特徴を配慮するものであり、かつ、そこから進展する。その基盤は、関連する社会的、生物医学的、保健サービス上の研究成果の応用と公衆衛生の経験にある。

- B 地域社会における主要な健康問題を対象とする。それは、健康増進、予防 、治療、社会復帰のサービスを適宜提供することであり、したがって、

- C 少なくとも次のものを含む・・・・主要な保健問題とその予防・対策に関する教育、食糧供給の促進と適切な栄養、安全な水の十分な供給と基本的な衛生 措置、家族計画を含む母子保健、主要な感染症の予防接種、風土病の予防と対策 、日常的な疾患と外傷の適切な処置、必須医薬品の供給。

- D 保健分野に加えて、国家や地域の開発、特に農業、畜産、食料、工業、 教育、住宅、公共事業、通信、その他全ての関連した分野を含み、これら全ての分野の協働した努力が必要である。

- E 地域、国家、その他の利用可能な資源を最大限利用し、地域社会と地域住民が最大限の自助努力を行い、PHCの計画、組織化、実施、管理に参加することが重要であり、これを推進する。そして、この目標のために、適切な教育を通じて地域住民がこれに参加する能力を開発する。

- F 統合的で機能的な相互支援の体制によって維持されなければならない。そのことにより全ての人々を対象とする包括的な保健を継続的に改善し、もっとも必要とされている人々を最優先する。

- G 地域や後方支援レベルにおいても、保健医療チームとして働くために、また地域社会が求める保健ニーズに応えるために、社会的にも技術的にも適格に訓練された保健ワーカー、すなわち、医師、看護婦、助産婦、補助要員、可能であれば地域ワーカーや、必要によっては伝統治療師たちの力を必要とする。

### 第八条
すべての政府は、PHCを、他の部門と協力し、包括的国家保健システムの一部として着手し維持していくために、国家の政策、戦略、および行動計画を作成すべきである。この目的のために政治的意思を実行し、国内資源を動員し、利用可能な外部資源を合理的に活用することが必要である。

### 第九条
全ての国々は、すべての人々にPHCを保証するために、パートナーシップと奉仕の精神で協力すべきである。一国の保健目標が達成された場合、これは 他のあらゆる国に直接に影響し、恩恵を与えるのであるから。これに関連して、PHCに関するUNICEFとWHOの合同報告書は、全世界でのPHCの将来の発展と実施に向け、確固とした基礎となる。 

### 第十条
現在かなりの部分が軍備と軍事紛争に使われている世界の資源を、十分にかつよりよく利用すれば、世界中のすべての人々の健康水準は西暦2000年までに十分達成可能となろう。独立、平和、緊張緩和、軍縮への真の政策は、平和的目的、特に社会・経済開発の促進のために適切に活用されるさらなる資源を生み出すことが可能であり、また、そうすべきである。その中で、PHCは、必要不可欠な要素として、資源が適切に割り当てられるべきである。

「PHCに関する国際会議」は、技術協力の精神のもと、「新国際経済秩序」と協調し、全世界、とくに開発途上国においてPHCを発展させ、実施するための緊急かつ効果的な国家的および国際的な活動を要請する。本会議は、政府、WHOとUNICEF、その他の国際機関、二国間および多国間の援助機関、 非政府組織、資金援助団体、すべての保健ワーカー、および全世界の国々に対して、 PHCを推進するための国家的、国際的なアクションを支援し、とくに開発途上国において、PHCへの技術的、財政的支援を拡大するための方策の道を開くよう要請する。本会議は上述の全機関と全関係者に対して、本宣言の精神と内容に則ってPHCを導入、発展、維持していくための協力を求めるものである。